# 大茱莉亚
大茱莉亚（拉丁語：Iulia Maior；前39年—14年）。古罗马女性政治人物，父母分别为屋大维和斯克麗波妮亞。先後與馬塞盧斯、阿格里帕以及提比略結婚。育有蓋烏斯·凱撒、小茱莉亞、盧基烏斯·凱撒、大阿格里皮娜、阿格里帕·珀斯圖姆斯等（均为与阿格里帕所生）。后与提比略不和，公元前2年因为通奸被其父屋大维流放。